# Lizhou
Lizhou (en chino, 利州; pinyin, Lìzhōu) es un distrito urbano bajo la administración directa de la ciudad-prefectura de Guangyuan. Se ubica en la provincia de Sichuan, centro-sur de la República Popular China. Su área es de 1533 km² y su población total para 2010 superó los 516 mil habitantes. 

## Administración
Desde julio de 2023, el distrit Lizhou se divide en 15 pueblos que se administran en 7 subdistritos, 5 poblados y 3 villas..

## Toponimia
El topónimo Lizhou se compone de los sinogramas Li (beneficioso) y Zhou (provincia), tiene un origen histórico y cultural que se remonta a la dinastía Wei (535-557).
Anteriormente se llamó Condado Guangyuan (广元县) luego se elevó a distrito y se llamó Distrito Centro (市中区). En marzo de 2007, adoptó su nombre actual, tomando el nombre de una antigua denominación histórica. Durante la dinastía Wei Occidental, el general Yuchi Jiong (尉迟迥) atacó y tomó Xiyizhou (西益州), avanzando fácilmente hacia el oeste y conquistando Chengdu. El nombre se originó a partir de la frase Shùnlì (顺利 'todo bien'), simbolizando la victoria y el avance sin obstáculos.